# Liste der Biografien/Stal
Liste der Biografien |
Portal Biografien |
Personensuche
# |
A |
B |
C |
D |
E |
F |
G |
H |
I |
J |
K |
L |
M |
N |
O |
P |
Q |
R |
S |
T |
U |
V |
W |
X |
Y |
Z |
?
 
Sa |
Sb |
Sc |
Sd |
Se |
Sf |
Sg |
Sh |
Si |
Sj |
Sk |
Sl |
Sm |
Sn |
So |
Sp |
Sq |
Sr |
Ss |
St |
Su |
Sv |
Sw |
Sy |
Sz
 
Sta |
Ste |
Sth |
Sti |
Stj |
Stl |
Sto |
Str |
Sts |
Stt |
Stu |
Stv |
Stw |
Sty
 
Staa |
Stab |
Stac |
Stad |
Stae |
Staf |
Stag |
Stah |
Stai |
Staj |
Stak |
Stal |
Stam |
Stan |
Stap |
Star |
Stas |
Stat |
Stau |
Stav |
Staw |
Stax |
Stay |
Staz
Die Liste der Biografien führt alle Personen auf, die in der deutschsprachigen Wikipedia einen Artikel haben. Dieses ist eine Teilliste mit 164 Einträgen von Personen, deren Namen mit den Buchstaben „Stal“ beginnt.

## Stal
- Stål, Carl (1833–1878), schwedischer Entomologe
- Stal, Ljudmila Nikolajewna (1872–1939), russische Revolutionärin
- Stal, Michael (* 1963), deutscher Informatiker

### Stala
- Stala, Józef (1966–2025), polnischer römisch-katholischer Theologe und Professor an der Päpstlichen Universität Johannes Paul II.
- Štāla, Karlīne (* 1986), lettische Autorennfahrerin
- Stala, Marian (* 1952), polnischer Literaturhistoriker und Literaturkritiker
- Stalarm, Svante Eriksson (1555–1583), schwedischer Staatsmann

### Stalb
- Stalbaum, Lynn E. (1920–1999), US-amerikanischer Politiker
- Stalbemt, Adriaen van (1580–1662), flämischer Maler
- Stålberg, Viktor (* 1986), schwedischer Eishockeyspieler
- Stålberg, Wilhelmina (1803–1872), schwedische Schriftstellerin und Übersetzerin
- Štālbergs, Ernests (1883–1958), lettisch-russischer Architekt und Hochschullehrer
- Stalburg, Claus (1469–1524), Frankfurter Patrizier und Ratsherr

### Stald
- Stalder, Christoph (1944–2012), Schweizer Jurist und Politiker (FDP)
- Stalder, Dominique (* 1978), deutscher Schriftsteller
- Stalder, Elisabeth (* 1931), Schweizer Malerin und Zeichnerin
- Stalder, Felix (* 1968), Schweizer Kultur- und MedienwissenschaftlerFelix Stalder (* 1968)

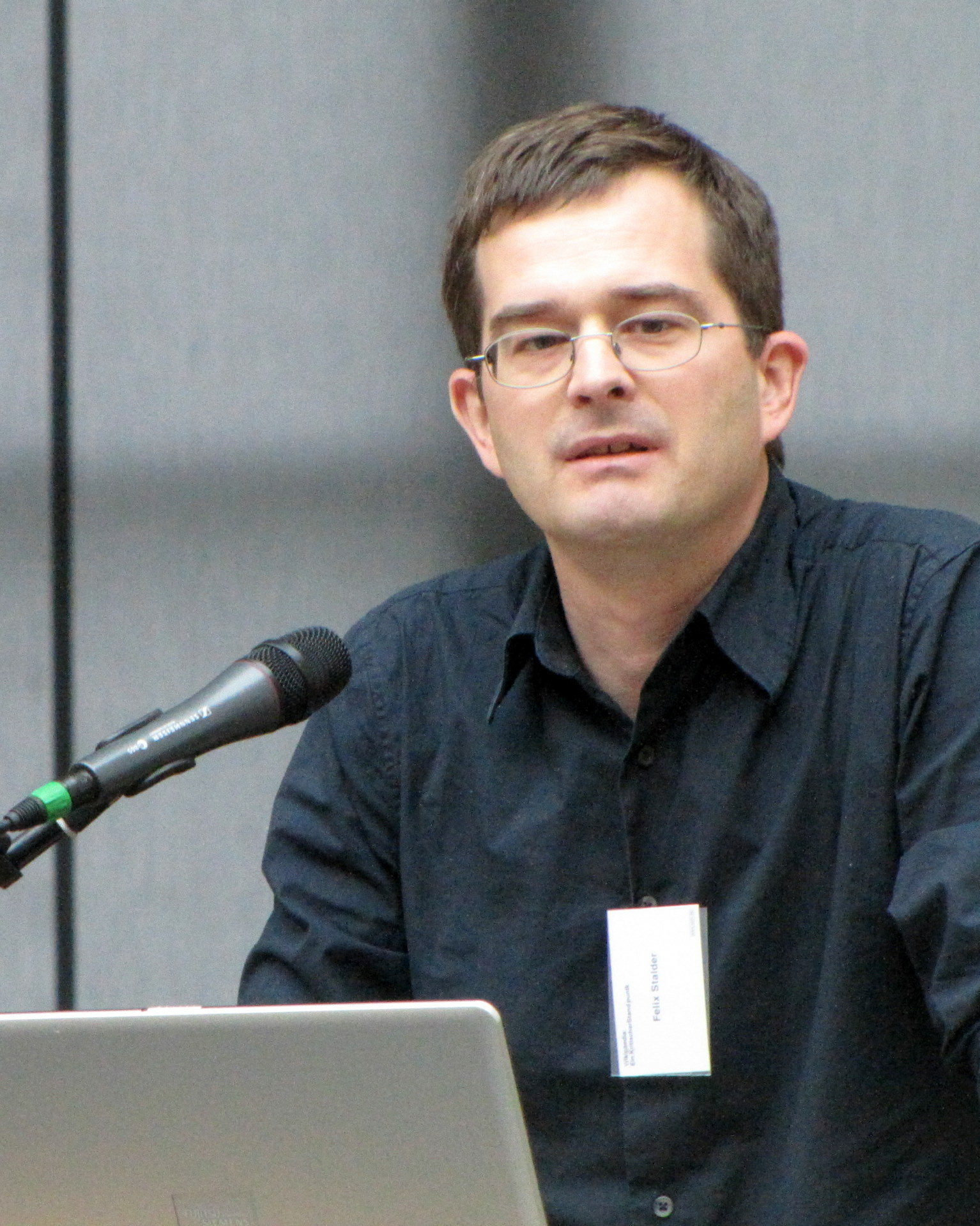
Felix Stalder (* 1968)

- Stalder, Florian (* 1982), Schweizer Radrennfahrer
- Stalder, Franz Joseph (1757–1833), Schweizer katholischer Geistlicher und Dialektologe
- Stalder, Fred (* 1942), französischer Autorennfahrer und Rennstallbesitzer
- Stalder, Gabriel (1828–1902), Schweizer Politiker
- Stalder, Hans (1921–2017), Schweizer Mundartschriftsteller
- Stalder, Hans (* 1944), Schweizer Mundartschriftsteller
- Stalder, Hans Peter, Schweizer Journalist und Fernsehmoderator
- Stalder, Hansjörg (1951–2012), Schweizer Organist, Pianist, Pädagoge und Komponist
- Stalder, Heinz (* 1939), Schweizer Schriftsteller
- Stalder, Helmut (* 1966), Schweizer Publizist, Historiker und Verleger
- Stalder, Josef (1919–1991), Schweizer Turner
- Stalder, Joseph Franz Xaver Dominik (1725–1765), Schweizer Komponist
- Stalder, Kurt (1912–1996), Schweizer christkatholischer Neutestamentler
- Stalder, Lara (* 1994), Schweizer Eishockeyspielerin
- Stalder, Laurent (* 1970), Schweizer Architekt und Hochschullehrer
- Stalder, Marvin (1905–1982), US-amerikanischer Ruderer
- Stalder, Reese (* 1996), US-amerikanischer Tennisspieler
- Stalder, Reto (* 1986), Schweizer Schauspieler und Sprecher
- Stalder, Robert (1923–2013), Schweizer Philosoph und Theologe
- Stalder, Sebastian (* 1998), Schweizer Biathlet
- Stalder, Ursula (* 1953), Schweizer Zeichnerin, Malerin, Druckgrafikerin und Objektkünstlerin
- Stalder, Xaver (1868–1936), Schweizer Politiker

### Stale
- Štalekar, Sašo (* 1996), slowenischer Volleyballspieler
- Stålenhag, Simon (* 1984), schwedischer Künstler, Musiker und DesignerSimon Stålenhag (* 1984)

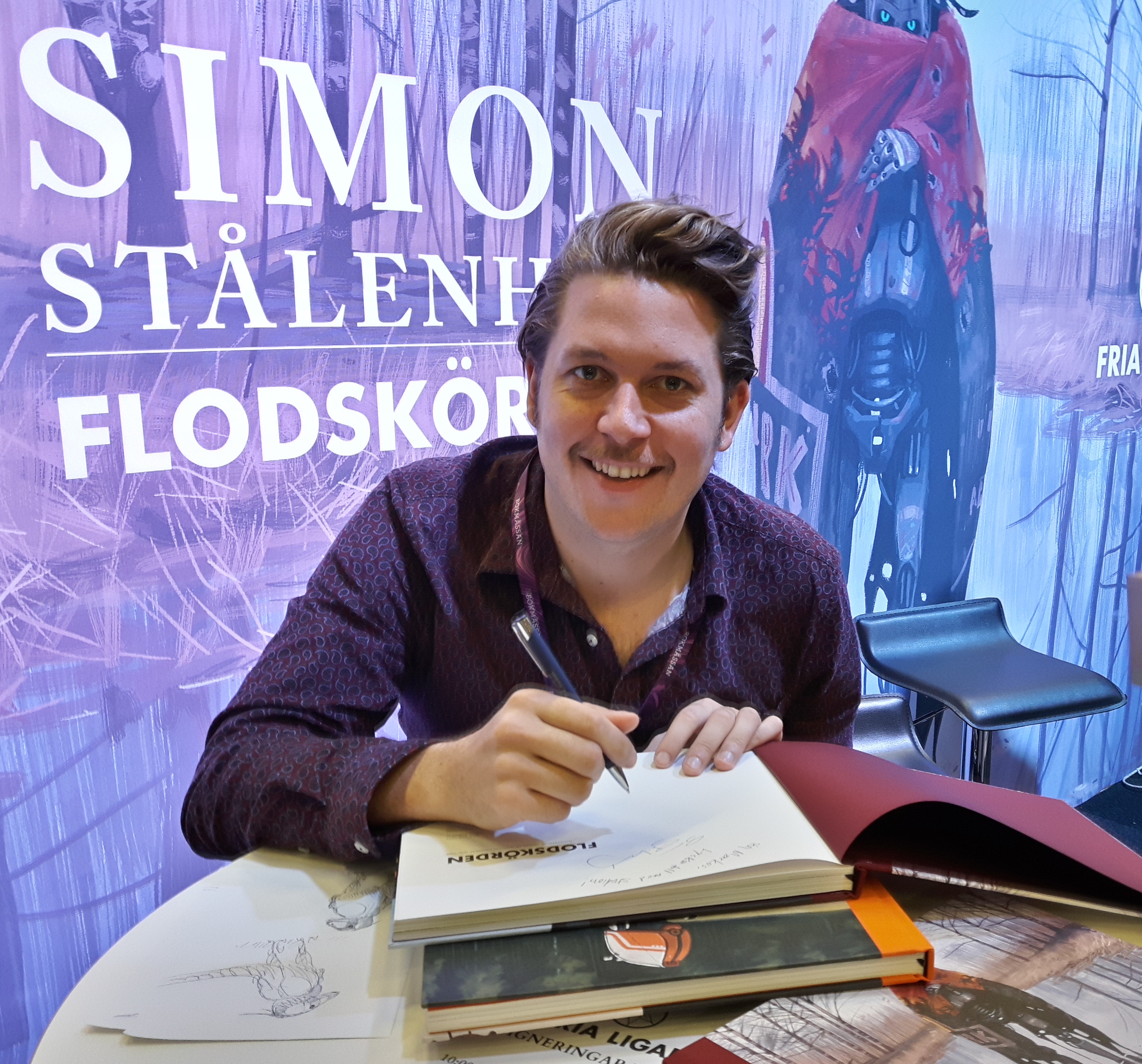
Simon Stålenhag (* 1984)

- Stalew, Jewgeni Jewgenjewitsch (* 1979), russischer Billardspieler
- Stalew, Stojan (* 1952), bulgarischer Jurist und Diplomat
- Staley Hoad, Jenny (1934–2024), australische Tennisspielerin
- Staley, Brandon (* 1982), US-amerikanischer American-Football-Trainer
- Staley, Dawn (* 1970), US-amerikanische Basketballspielerin und -trainerin
- Staley, Edgcumbe (1845–1903), britischer Priester und Autor
- Staley, Eugene (1906–1989), US-amerikanischer Ökonom
- Staley, Jim (* 1950), US-amerikanischer Jazzmusiker und Musikveranstalter
- Staley, Joe (* 1984), US-amerikanischer American-Football-Spieler
- Staley, Layne (1967–2002), US-amerikanischer Rocksänger
- Staley, Walter (1932–2010), US-amerikanischer Reitsportler

### Stalf
- Stalf, Oscar (1882–1974), deutscher Unternehmer
- Stalfelt, Pernilla (* 1962), schwedische Kinderbuchillustratorin und -autorin

### Stalh
- Stålhammar, Daniel (* 1974), schwedischer FIFA-Schiedsrichter
- Stålhammar, Ulrika Eleonora (1683–1733), schwedische Soldatin
- Stålhandske, Torsten (1594–1644), schwedischer General
- Stalherm, Michael (* 1948), deutscher Maler

### Stali
- Stalijski, Aleksandar (1925–2004), bulgarischer Politiker
- Stälin, Christoph Friedrich von (1805–1873), deutscher Geschichtsforscher und Direktor der königlichen Bibliothek in Stuttgart
- Stalin, Josef (1878–1953), sowjetischer Politiker, Diktator (1927–1953)Josef Stalin (1878–1953)

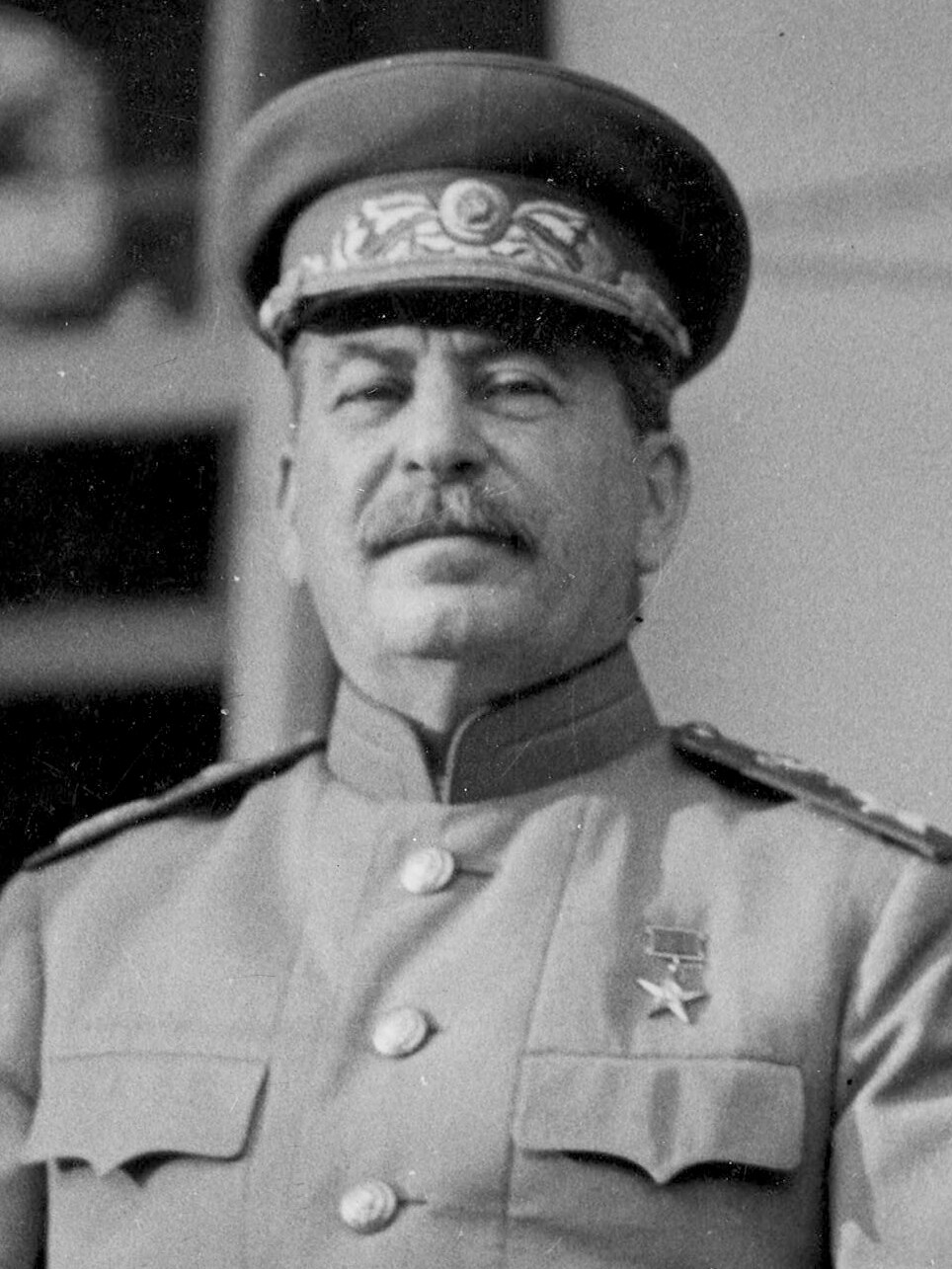
Josef Stalin (1878–1953)

- Stalin, M. K. (* 1953), indischer Politiker
- Stälin, Paul Friedrich von (1840–1909), deutscher Archivar und Historiker
- Stalin, Wassili Iossifowitsch (1921–1962), sowjetischer General und Sohn Josef Stalins
- Stalińska, Dorota (* 1953), polnische Schauspielerin und Mitglied des Woiwodschaftstags

### Stalk
- Stalker, Gale H. (1889–1985), US-amerikanischer Politiker
- Stalker, Thomas (* 1984), englischer Boxer
- Stalking Cat (1958–2012), US-amerikanischer Körperkünstler
- Stalknecht, Jannie (1928–2017), niederländische Jazzsängerin
- Stalknecht, Roelof (1926–1995), niederländischer Jazzmusiker (Piano)

### Stall
- Stall, Emmerich von († 1669), Abt des Klosters St. Blasien (1638 bis 1664)
- Stall, Hans vom (1419–1499), Stadtschreiber von Solothurn, Jurist, Diplomat
- Stalla, Günter (* 1953), deutscher Internist, Forscher und Hochschullehrer
- Stallaert, Joseph (1825–1903), belgischer Genremaler, Porträtmaler und Historienmaler
- Stallard, Albert (1921–2008), britischer Politiker (Labour), Mitglied des House of Commons
- Stallard, Henry (1901–1973), britischer Mittelstreckenläufer
- Stallard, Mary (* 1967), britische anglikanische Bischöfin
- Stallard, Mick (1944–2002), britischer Radrennfahrer
- Stallard, Percy (1909–2001), britischer Radrennfahrer
- Stallard, Peter Hyla Gawne (1915–1995), britischer Kolonialgouverneur
- Stallard, Tom (* 1978), britischer Ruderer und Ingenieur
- Stallbaum, Johann Gottfried (1793–1861), deutscher Philologe und Rektor der Thomasschule
- Stallbaum, Sandro (* 1981), deutscher Fußballspieler
- Stallbaumer, Rosa (1897–1942), österreichische Widerstandskämpferin
- Stallberg, Friedrich W. (* 1945), deutscher Soziologe und Autor
- Stallecker, Joachim (* 1961), deutscher Künstler und Autor
- Staller, Anton (1923–2008), deutscher Orgelbauer
- Staller, Eric (* 1947), US-amerikanischer Künstler und Erfinder
- Staller, Hedwig (* 1973), österreichische Politikerin (FPÖ), Abgeordnete zum Landtag Steiermark
- Staller, Ilona (* 1951), ungarisch-italienische Pornodarstellerin und Politikerin, Mitglied der Camera dei deputatiIlona Staller (* 1951)

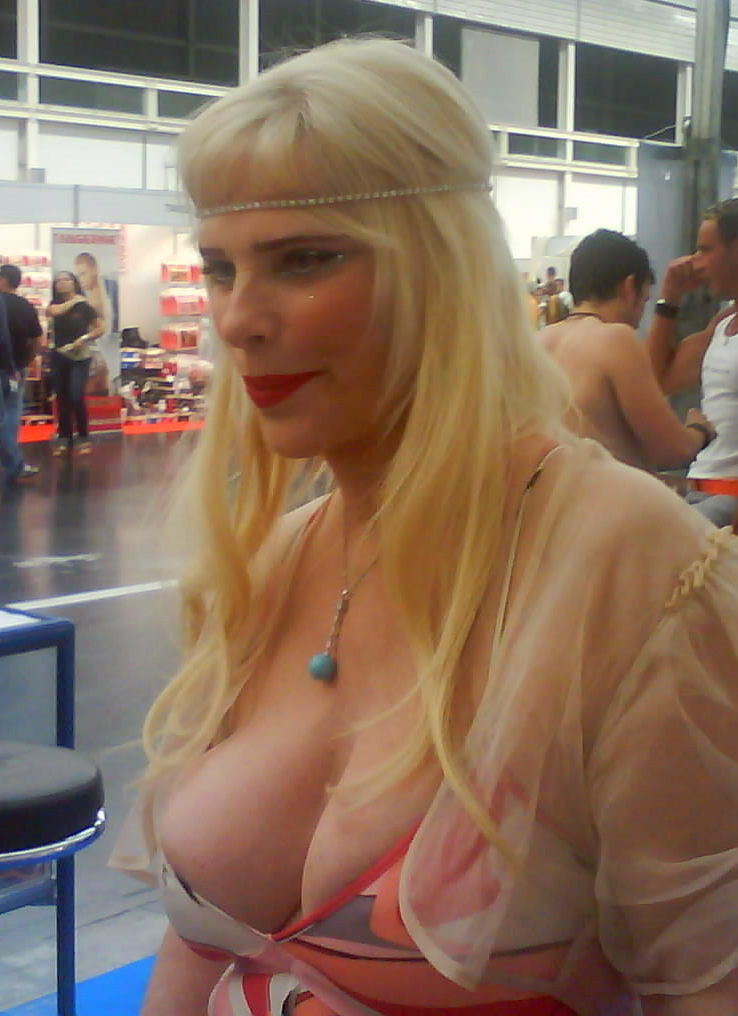
Ilona Staller (* 1951)

- Staller, Mario (* 1982), deutscher Weltmeister im Ju-Jutsu (Klasse bis 77 Kilogramm)
- Stalley (* 1982), US-amerikanischer Rapper
- Stallhofer, Josef (1908–1993), deutscher Kunstmaler
- Stallich, Jan (1907–1973), tschechoslowakischer Kameramann
- Stalling, Carl (1891–1972), US-amerikanischer Filmkomponist
- Stalling, Gerhard (1757–1818), deutscher Druckereibesitzer und Verleger
- Stalling, Heinrich (1865–1941), deutscher Druckereibesitzer und Verleger
- Stallinger, Gertrud (* 1967), österreichische Fußballspielerin
- Stallings, Jesse F. (1856–1928), US-amerikanischer Rechtsanwalt und Politiker
- Stallings, Jim, US-amerikanischer Rockmusiker, Sänger und Bassist
- Stallings, John (1935–2008), US-amerikanischer Mathematiker
- Stallings, Laurence (1894–1968), US-amerikanischer Schriftsteller, Drehbuchautor, Journalist und Fotograf
- Stallings, Mary (* 1939), amerikanische Jazzsängerin
- Stallings, Richard H. (* 1940), US-amerikanischer Politiker
- Stallings, Ron (1947–2009), US-amerikanischer Rockmusiker
- Stallings, Scott (* 1985), US-amerikanischer Golfer
- Stallion, Ghanaian (* 1981), deutsch-ghanaischer Hip-Hop Musiker, Produzent und DJ
- Stallion, Manuel (* 1981), deutscher Erotikdarsteller/Produzent und SchauspielerManuel Stallion (* 1981)

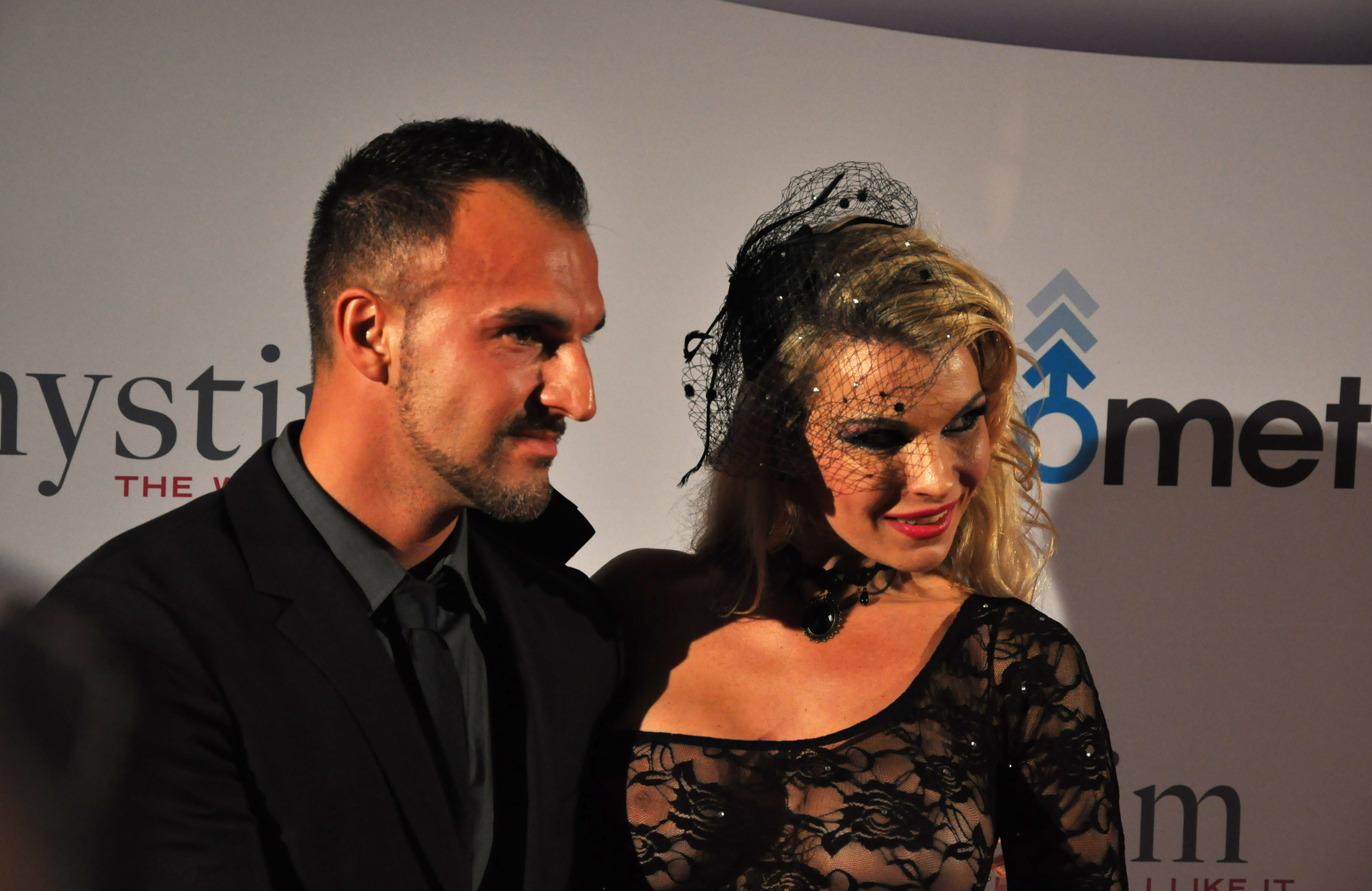
Manuel Stallion (* 1981)

- Stalljohann, Eberhard (1927–1999), deutscher Richter
- Stallkamp, Jan (* 1967), deutscher Ingenieur und Hochschullehrer in Mannheim
- Stallknecht, Claus (1681–1734), Baumeister
- Stallknecht, Helmut (1935–2003), deutscher Aquarianer und Fachbuchautor
- Stallknecht, Wilfried (1928–2019), deutscher Innenarchitekt, Architekt, Stadtplaner und Möbeldesigner
- Stallmach, Curt (* 1914), deutscher Filmarchitekt
- Stallmach, Josef (1917–1995), deutscher Philosoph
- Stallman, Richard (* 1953), US-amerikanischer Aktivist und Programmierer

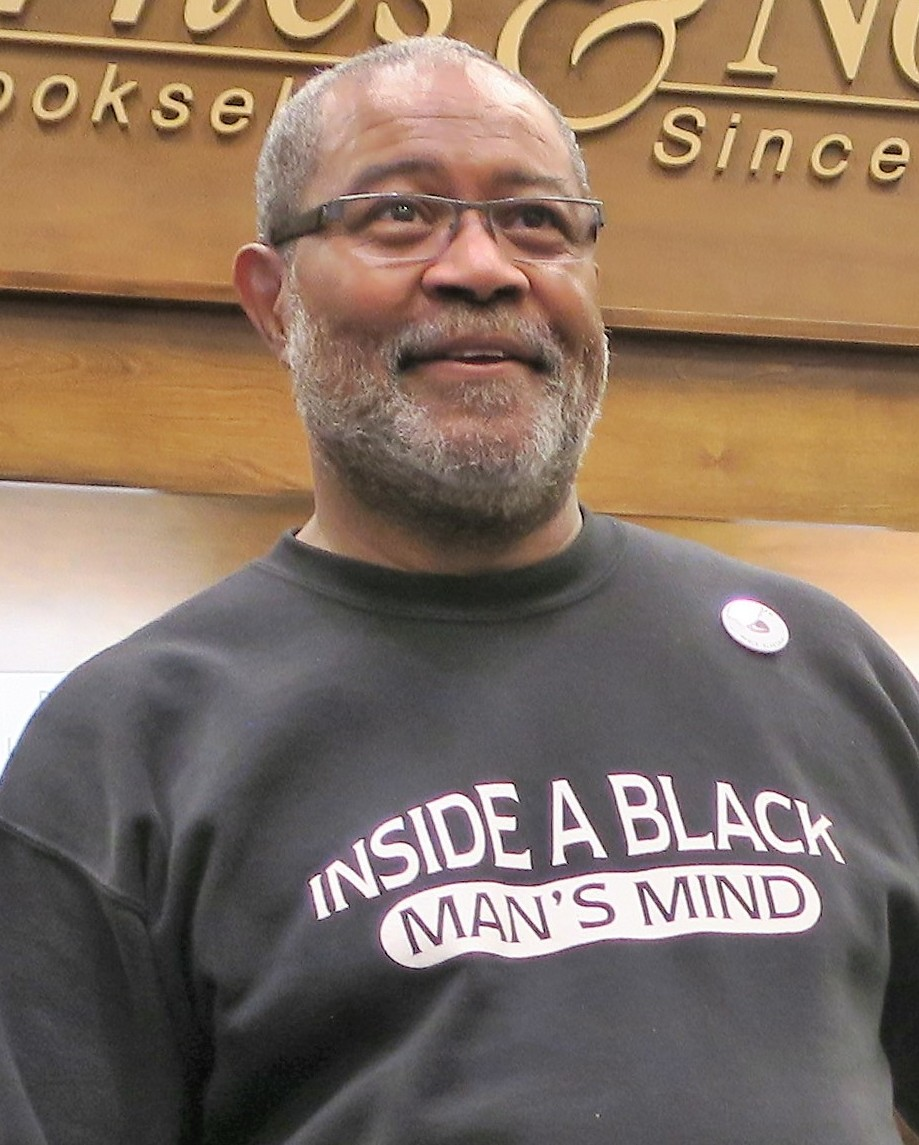
Ron Stallworth (* 1953)

- Stallman, Robert (1930–1980), amerikanischer Autor, Literaturkritiker und Anglist
- Stallmann, Friedemann (1921–2014), deutsch-US-amerikanischer Mathematiker
- Stallmann, Gert (1951–2024), deutscher Kameramann
- Stallmann, Johannes (1577–1635), Oberbürgermeister Büdingens, später anhaltischer Kanzler, schließlich während des Dreißigjährigen Krieges Hof- und Kriegsrat in schwedischen Diensten
- Stallmann, Klaus (1945–2024), deutscher Politiker (CDU), MdL
- Stallmann, Martin (1903–1980), deutscher evangelischer Religionspädagoge
- Stallo, Johann Bernhard (1823–1900), deutsch-amerikanischer Jurist, Philosoph und Diplomat
- Stallone, Frank (* 1950), US-amerikanischer Schauspieler und Sänger
- Stallone, Sage (1976–2012), US-amerikanischer Schauspieler und Filmregisseur
- Stallone, Sylvester (* 1946), US-amerikanischer Schauspieler, Filmregisseur, Drehbuchautor und FilmproduzentSylvester Stallone (* 1946)

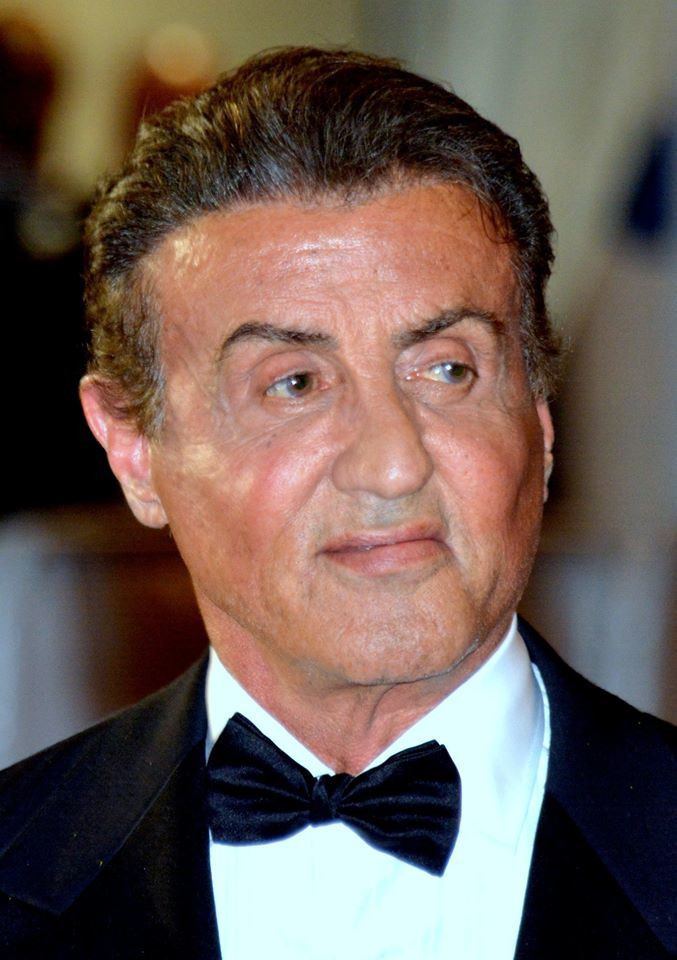
Sylvester Stallone (* 1946)

- Stallvik, Sverre (1927–2015), norwegischer Skispringer
- Stallwitz, Walter (1929–2022), deutscher Maler
- Stallwood, Veronica, englische Schriftstellerin
- Stallworth, James (* 1971), US-amerikanischer Leichtathlet
- Stallworth, James Adams (1822–1861), US-amerikanischer Rechtsanwalt und Politiker
- Stallworth, Joel (* 1983), US-amerikanischer Sprinter
- Stallworth, John (* 1952), US-amerikanischer American-Football-Spieler
- Stallworth, Ron (* 1953), US-amerikanischer Polizeibeamter und BuchautorRon Stallworth (* 1953)

### Stalm
- Stalmach, Andrzej (1942–2020), polnischer Weitspringer
- Stalmach, Paweł (1824–1891), polnischschlesischer Jurist und Nationalaktivist
- Stalman, Ria (* 1951), niederländische Leichtathletin und Olympiasiegerin
- Stalmann, Albrecht (1880–1967), deutscher Verwaltungsjurist
- Stalmann, Franziska (* 1951), deutsche Schriftstellerin und Psychotherapeutin
- Stalmann, Joachim (1931–2023), deutscher lutherischer Theologe, Kirchenmusiker, Liturgie- und Musikwissenschaftler
- Stalmann, Karl (1877–1953), deutscher lutherischer Geistlicher, Generalsuperintendent von Hannover
- Stalmann, Robert (1848–1922), deutscher lutherischer Geistlicher, Generalsuperintendent von Hannover
- Stalmann, Volker (* 1964), deutscher Historiker
- Stalmaster, Lynn (1927–2021), US-amerikanischer Casting-Director und Schauspieler
- Stalmeier, Piet (1912–1990), niederländischer Komponist, Dirigent und Musiker

### Staln
- Stålnacke, Ylva (* 1992), schwedische Skirennläuferin
- Stalnaker, Charles (1933–2012), US-amerikanischer Schauspieler
- Stalnaker, Randolph (1845–1927), US-amerikanischer Politiker
- Stalnaker, Robert (* 1940), US-amerikanischer Philosoph
- Stalnow, Nikita (* 1991), kasachischer Straßenradrennfahrer

### Stalo
- Stalock, Alex (* 1987), US-amerikanischer Eishockeytorwart

### Stalp
- Stalpaert, Pieter, holländischer Maler
- Stalph, Yūki (* 1984), deutsch-japanischer Fußballspieler

### Stals
- Štāls, Juris (* 1982), lettischer Eishockeyspieler
- Stals, Sandra (* 1975), belgische Leichtathletin
- Stålsett, Gunnar (* 1935), norwegischer Politiker (Sp) und Theologe

### Stalt
- Stalte, Kōrli (1870–1947), livischer Lehrer, Küster, Organist, Dichter und Essayist
- Stalter, Hedwig (1907–1986), deutsche Kinderärztin
- Stalter, Henri (1884–1970), französischer Autorennfahrer
- Stalter, Megan (* 1990), US-amerikanische Komikerin und Schauspielerin
- Stalteri, Paul (* 1977), kanadischer FußballspielerPaul Stalteri (* 1977)

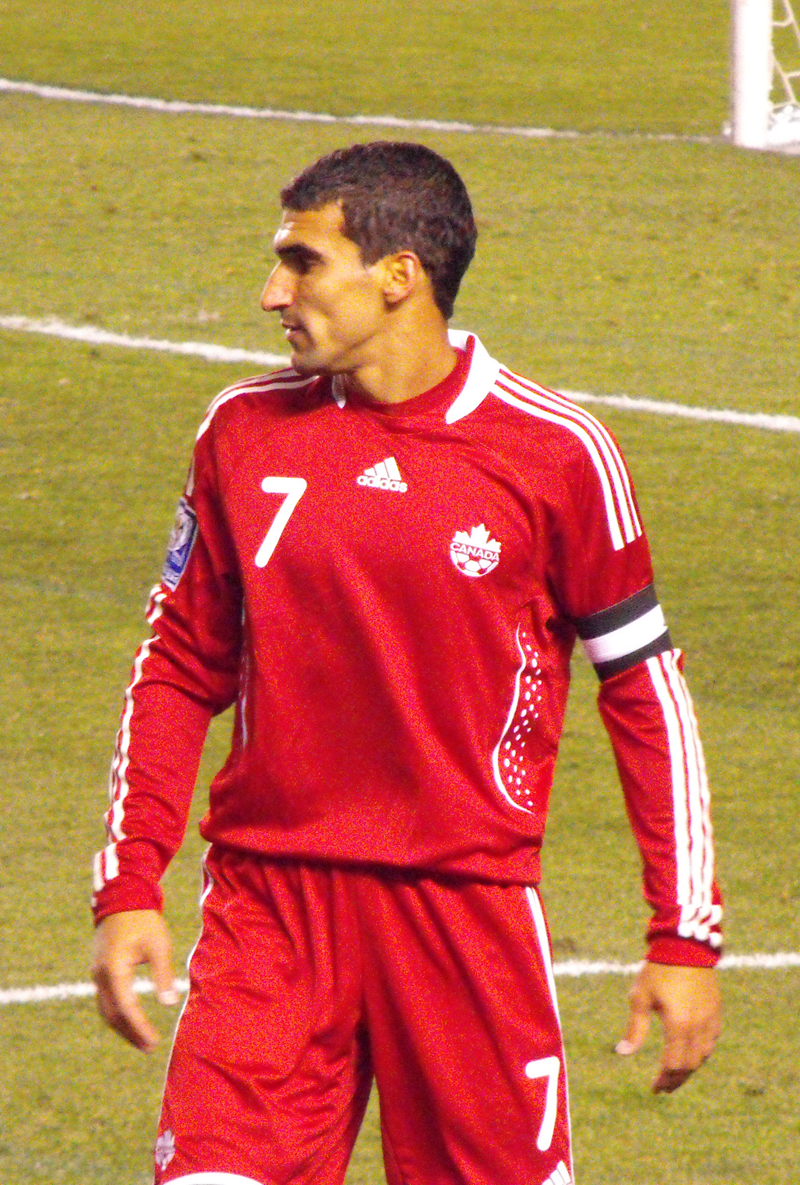
Paul Stalteri (* 1977)

- Staltmayr, Josef (* 1980), deutscher Eishockeyspieler

### Stalz
- Stalzer, Hans (1878–1940), österreichischer Porträtmaler
- Stalzer, Lindsay (* 1984), US-amerikanische Volleyballspielerin